# أساسنز كريد 2: ديسكفري
 أساسنز كريد 2: ديسكفري (بالإنجليزية: Assassin's Creed II: Discovery)‏ أي عقيدة المغتال 2: الاكتشاف. هي لعبة من نوع أكشن-مغامرات وتسلل صدرت في عام 2009 لنينتندو دي إس و‌آي أو إس وهي من تطوير جريبتونيت جيمز ونشر شركة يوبي سوفت.

## موجز
قصة اللعبة تجري عام 1490، بعد 14 عاما بداية أساسنز كريد II. وتتتبع بطل تلك اللعبة إيزيو أوديتوري، عندما يسافر إلى إسبانيا في القرن الخامس عشر لتحرير زملائه الأساسنز الذين سجنوا من قبل محاكم التفتيش الإسبانية.